# Joshua Eagle
Joshua Eagle (Toowoomba, 10 de maio de 1973) é um ex-tenista profissional australiano.
Joshua Eagle foi finalista de Grand Slam em duplas mistas. É casado com a ex-tenistas austráica Barbara Schett.